# Muhammad Saíd as-Saháf
Muhammad Saíd as-Saháf (* 30. července 1940 v Hille, Irák), známý též jako „Komický Alí“ (v narážce na přezdívku bývalého iráckého ministra obrany Alí Hasana al-Madžída – Chemický Alí), byl za vlády Saddáma Husajna iráckým ministrem zahraničí a později ministrem informací. Ve známost vešel v době války v Iráku, při invazi vojsk skupiny států vedených USA v roce 2003 (též nazývané Druhá válka v Zálivu). Důvodem byly zejména jeho veřejné, scestné a vysoce nedůvěryhodné propagandistické proslovy.
Saháf nejprve následoval příkladu svého otce, který byl prodavačem kuřiva v Hille. Zaměstnání za pultem však vydržel pouhý měsíc. Vystudoval žurnalistiku na Bagdádské univerzitě, kde absolvoval v oboru anglická literatura. Jeho přáním bylo stát se učitelem angličtiny. Postupně však stále více sympatizoval s revoluční stranou Baas, do které vstoupil v roce 1963. Po revoluci v roce 1968 se stal šéfem vojenského rozhlasu. Za další dva roky byl jmenován ředitelem irácké televize. Na této pozici setrval do roku 1972.
V dalších letech působil postupně jako velvyslanec v několika zemích (mj. i ve Švédsku a v Indii). Po návratu do Iráku byl v roce 1992 Saddámem Husajnem dosazen do funkce ministra zahraničí. V dubnu 2001 byl z tohoto postu odvolán a jeho pravomoci převzal Tárik Azíz jako vicepremiér tehdejší irácké vlády. Od této chvíle se Saháf začal věnovat práci, která ho posléze proslavila – stal se ministrem informací.
V době válečného konfliktu v roce 2003 prezentoval ve svých pravidelných tiskových prohlášeních údajnou drtivou převahu irácké armády, přikrašloval nebo si i zcela vymýšlel údajné irácké válečné úspěchy. Současně s tím popíral postup spojeneckých vojsk na irácké půdě a jejich skutečné vojenské úspěchy. S ohledem na styl prezentace a své vystupování, se stával postupně určitým druhem komické figury, což se odrazilo i v západních médiích, kde byl často karikován. Jeho líčení událostí mu přineslo popularitu, přičemž začal být posměšně označován jako Komický Alí, v USA někdy též jako Bagdádský Bob.
K pobavení médií přispěl zejména svým veřejným tiskovým prohlášením o údajných masových sebevraždách postupujících vojáků armády USA v důsledku drtivé převahy iráckých vojenských jednotek před branami Bagdádu, a to v okamžiku, kdy americké jednotky již vstoupily na předměstí Bagdádu a pád vlády Saddáma Husajna byla již jen otázkou hodin. Během Saháfovy řeči o zničující porážce armády USA bylo přitom z pozadí již slyšet zvuky probíhajících bojů.
Po ukončení války se krátce skrýval, načež se v červnu 2003 vzdal americkým jednotkám. Byl sice vyslýchán, ovšem následně brzy propuštěn, neboť se nenacházel na Američany vyhotoveném seznamu nejhledanějších válečných zločinců.
V roce 2005 se Saháf objevil znovu v televizním vysílání, a to na stanici „Abu Dhabi TV“. V současné době žije ve Spojených arabských emirátech a údajně píše své paměti.